# KkStB-Tenderreihe 6
Die kkStB-Tenderreihe 6 war eine zweiachsige Schlepptenderreihe der kkStB, deren Tender ursprünglich von der Dniester Bahn stammten.
Die Dniester Bahn beschaffte diese Tender 1872 bei der Lokomotivfabrik Krauss in München für ihre Lokomotiven 3–8.
Die kkStB reihte diese Tender als Reihe 6 ein.
Sie wurden mit Lokomotiven der Reihen kkStB 31 eingesetzt.